# Henry Montague Hozier
Henry Montague Hozier (20 marzo 1838 – 28 febbraio 1907) è stato un ufficiale inglese.

## Biografia
Era il figlio di James Hozier, e di sua moglie, Catherine Margaret Feilden.

## Carriera
Combatté nella seconda guerra cinese, nel 1857, e nella guerra abissina. Raggiunse il grado di colonnello del 3° Dragoon Guards. Combatté nella guerra austro-prussiana nel 1866.
Combatté nella guerra franco-prussiana.

## Matrimonio
Sposò, il 28 settembre 1873, Lady Henrietta Blanche Ogilvy (8 novembre 1852-23 marzo 1925), figlia di David Ogilvy, X conte di Airlie e di Henrietta Blanche Stanley. Ebbero quattro figli:
- Katherine (15 aprile 1883-5 marzo 1900);
- Clementine (1º aprile 1885-12 dicembre 1977), sposò Winston Churchill, ebbero cinque figli;
- William (2 aprile 1888-?);
- Nellie (2 aprile 1888-1º febbraio 1955), sposò Bertram Romilly, ebbero due figli.

## Morte
Morì il 28 febbraio 1907, all'età di 68 anni.